# Bedros Keresteciyan
Bedros Keresteciyan oder Kerestedjian (* 1840 in Istanbul; † Februar 1907) war ein polyglotter osmanischer Linguist, Journalist, Übersetzer und Verfasser des ersten etymologischen Wörterbuchs der türkischen Sprache.

## Leben
Der armenischstämmige Bedros Keresteciyan wurde in Istanbul in eine aus Kayseri stammende Familie hineingeboren. Sein Vater Krikor war ein Holzfäller, was Bedros den Nachnamen „Keresteciyan“ (Sohn des Holzfällers auf Westarmenisch) verlieh. Bedros besuchte zunächst die Armenische Sibyan-Schule von Beşiktaş. Er zog danach nach Izmir, wo er die Armenische Mesrobian-Schule, und später die örtliche Englische Schule besuchte. Nach seinem Studium in der Türkei setzte Bedros sein Studium in Paris fort. Er zog nach England, wo er Italienisch lernte. Nachdem er in die Türkei zurückgekehrt war, erhielt Bedros 1880 eine Führungsposition in einer Behörde. Als Polyglotter, der 10 Sprachen fließend beherrschte und Spezialist in finanziellen und wirtschaftlichen Angelegenheiten war, unterrichtete Bedros Keresteciyan seinen Neffen Berç Keresteciyan in diesen Aufgabenfeldern. Er wurde Journalist bei der Zeitung Tercüman-i Ahval. Er war danach bis zu seinem Tod im Jahre 1907 Leiter des Sprachendienstes im Finanzministerium.

## Werke
In London wurde 1891 Bedros Keresteciyans Glanures étymologiques des mots francais: d'origine inconnue ou douteuse, ein Buch über Herkunft französischer Wörter, veröffentlicht. Im Jahre 1900 veröffentlichte Keresteciyan ein türkisch-französisches Wörterbuch. Mithilfe seines Neffen Haig wurde 1912 in London posthum sein Werk Quelques matériaux pour un dictionnaire etymologique de la langue Turque veröffentlicht, das als erstes etymologisches Wörterbuch der türkischen Sprache betrachtet wird. Ebenfalls posthum wurde im Jahre 1945 sein Philological and lexicographical study of 6000 words and names Armenian comparisons with 100,000 words, 900 languages, and historical and geographical data veröffentlicht, das die Wortherkunft armenischer Wörter erörterte.